# Netscape Public License
La Netscape Public License (NPL) è una licenza di software libero, la licenza sotto la quale la Netscape Communications Corporation ha originariamente distribuito Mozilla.
La sua caratteristica più importante è che da all'originario sviluppatore di Mozilla (Netscape, ora consociato a Time Warner), il diritto di distribuire le modifiche fatte da altri contributori sotto qualsiasi condizione desideri, anche sotto licenze proprietarie, senza garantire diritti simili a questi altri contributori rispetto ai contributi fatti dallo sviluppatore. Questo permise di rilasciare Netscape 6 e le versioni successive come software proprietario.
Questa asimmetria rispetto ai diritti dello sviluppatore originario e gli altri contributori ha portato a forti critiche da molti membri dell'open source e del movimento per il free software: la Free Software Foundation riconobbe questa come una licenza software libera ma da essere evitata, e l'Open Source Initiative rifiutata del tutto. La FSF aggiunge che non è possibile mescolare software ottenuto sotto questa licenza con software ottenuto sotto la GPL.
La Mozilla Public License è simile, ma non presenta questi diritti asimmetrici. Time Warner, esercitando i suoi diritti sotto la Netscape Public License e sotto richiesta della Mozilla Foundation, ha ri-licenziato tutto il codice su Mozilla che era sotto la Netscape Public License (incluso il codice di altri contributori) in una tripla licenza MPL/GPL/LGPL, in modo da rimuovere l'incompatibilità con la GPL.